# عمر متوالی
عمر متوالی (انگلیسی: Omar Metwally؛ زادهٔ ۱۹۷۴) یک هنرپیشه اهل ایالات متحده آمریکا است. وی از سال ۱۹۹۹ میلادی تاکنون مشغول فعالیت بوده‌است.
از فیلم‌ها یا برنامه‌های تلویزیونی که وی در آن نقش داشته است می‌توان به گرگ و میش: سپیده‌دم - قسمت دوم، گرگ و میش: سپیده‌دم - قسمت اول، مونیخ، استرداد، بدون توقف، شهر شما مقصد نهایی، میرال و آقای ربات اشاره کرد.